# Изъёль (приток Белой Кедвы)
Изъёль — река в России, протекает по Республике Коми. Устье реки находится в 82 км по левому берегу реки Белая Кедва. Длина реки составляет 40 км.

## Этимология гидронима
Изъёль — «каменный ручей» на языке коми. От из — «камень, каменный», ёль — «ручей», «лесная речка».

## Данные водного реестра
По данным государственного водного реестра России относится к Двинско-Печорскому бассейновому округу, водохозяйственный участок реки — Печора от впадения реки Уса до водомерного поста Усть-Цильма, речной подбассейн реки — бассейны притоков Печоры ниже впадения Усы. Речной бассейн реки — Печора.
Код объекта в государственном водном реестре — 03050300112103000077230.